# Nationale I 2001/02
Die Nationale I 2001/02 war die 23. französische Mannschaftsmeisterschaft im Schach.
Meister wurde der Titelverteidiger C.E.M.C. Monaco, in die Nationale II absteigen mussten Club de Echiquier Orangeois, Cercle d’Echecs de Strasbourg und C.E.I. Toulouse.
Zu den gemeldeten Mannschaftskadern siehe Mannschaftskader der Nationale I 2001/02.

## Modus
Das Turnier war unterteilt in eine Vorrunde und eine Endrunde. Die 16 teilnehmenden Mannschaften wurden in zwei Achtergruppen (Groupe A und Groupe B) eingeteilt und spielten in diesen ein einfaches Rundenturnier. Die ersten Vier beider Gruppen spielten im Poule Haute, die letzten vier im Poule Basse gegen den Abstieg. Mannschaften, die bereits in der Vorrunden aufeinandertrafen, spielten in der Endrunde nicht erneut gegeneinander. Über die Platzierung entschied die Summe der in Vorrunde und Endrunde erzielten Punkte, maßgeblich war zunächst die Zahl der Mannschaftspunkte (3 Punkte für einen Sieg, 2 Punkte für ein Unentschieden, 1 Punkt für eine Niederlage, 0 Punkte für eine kampflose Niederlage), anschließend die Differenz zwischen Gewinn- und Verlustpartien und letztendlich die Zahl der Gewinnpartien.

## Spieltermine
Die Wettkämpfe wurden ausgetragen vom 1. bis 3. Februar, vom 29. März bis 1. April und vom 1. bis 4. Mai 2002. In der Groupe A wurden in den ersten drei Runden je zwei Wettkämpfe in Drancy und Épinal gespielt, während die vierte bis siebte Runde zentral in Vandœuvre-lès-Nancy ausgerichtet wurde. In der Groupe B wurden in den ersten drei Runden je zwei Wettkämpfe in Montpellier und Monaco gespielt, während die vierte bis siebte Runde zentral in Sautron durchgeführt wurde. Sämtliche Wettkämpfe des Poule Haute und des Poule Basse fanden in Reims statt.

## Vorrunde

### Gruppeneinteilung
Die 16 Mannschaften wurden wie folgt in die zwei Vorrunden eingeteilt:
| Groupe A                      | Groupe B                           |
| ----------------------------- | ---------------------------------- |
| Club de Cannes Echecs         | Club de Echiquier Niçois           |
| Club de Clichy-Echecs-92      | Club de Montpellier Echecs         |
| Club de Cavalier Bleu Drancy  | Club de Echiquier Orangeois        |
| NAO Caïssa                    | C.E.I. Toulouse                    |
| Club de Mulhouse Philidor     | C.E.M.C. Monaco                    |
| Cercle d’Echecs de Strasbourg | Club de Orcher la Tour Gonfreville |
| Club de Echiquier Nanceien    | A.J.E. Noyon                       |
| Club de Vandœuvre-Echecs      | Club d’Echecs de Sautron           |

### Groupe A
Schon vor der letzten Runde standen mit Cannes, Clichy, NAO und Mulhouse die Teilnehmer am Poule Haute fest.

#### Abschlusstabelle
| Pl. | Verein                        | Sp | G | U | V | MP | Brett-P. |
| --- | ----------------------------- | -- | - | - | - | -- | -------- |
| 01. | Club de Cannes Echecs         | 7  | 7 | 0 | 0 | 21 | 27:3     |
| 02. | Club de Clichy-Echecs-92      | 7  | 5 | 1 | 1 | 18 | 29:9     |
| 03. | NAO Caïssa                    | 7  | 5 | 0 | 2 | 17 | 27:9     |
| 04. | Club de Mulhouse Philidor     | 7  | 4 | 1 | 2 | 16 | 18:12    |
| 05. | Club de Vandœuvre-Echecs      | 7  | 3 | 0 | 4 | 13 | 16:29    |
| 06. | Club de Cavalier Bleu Drancy  | 7  | 1 | 1 | 5 | 10 | 9:27     |
| 07. | Club de Echiquier Nanceien    | 7  | 1 | 0 | 6 | 9  | 10:26    |
| 08. | Cercle d’Echecs de Strasbourg | 7  | 0 | 1 | 6 | 8  | 9:30     |

#### Entscheidungen
|  | Teilnehmer am Poule Haute: Club de Cannes Echecs, Club de Clichy-Echecs-92, NAO Caïssa, Club de Mulhouse Philidor                            |
|  | Teilnehmer am Poule Basse: Club de Vandœuvre-Echecs, Club de Cavalier Bleu Drancy, Club de Echiquier Nanceien, Cercle d’Echecs de Strasbourg |

#### Kreuztabelle
| Ergebnisse | Ergebnisse                    | 01. | 02. | 03. | 04. | 05. | 06. | 07. | 08. |
| ---------- | ----------------------------- | --- | --- | --- | --- | --- | --- | --- | --- |
| 01.        | Club de Cannes Echecs         |     | 1:0 | 3:1 | 3:0 | 7:1 | 4:0 | 4:0 | 5:1 |
| 02.        | Club de Clichy-Echecs-92      | 0:1 |     | 3:2 | 1:1 | 8:0 | 7:2 | 6:2 | 4:1 |
| 03.        | NAO Caïssa                    | 1:3 | 2:3 |     | 3:1 | 8:1 | 5:0 | 3:1 | 5:0 |
| 04.        | Club de Mulhouse Philidor     | 0:3 | 1:1 | 1:3 |     | 3:1 | 4:0 | 5:2 | 4:2 |
| 05.        | Club de Vandœuvre-Echecs      | 1:7 | 0:8 | 1:8 | 1:3 |     | 3:2 | 5:0 | 5:1 |
| 06.        | Club de Cavalier Bleu Drancy  | 0:4 | 2:7 | 0:5 | 0:4 | 2:3 |     | 2:1 | 3:3 |
| 07.        | Club de Echiquier Nanceien    | 0:4 | 2:6 | 1:3 | 2:5 | 0:5 | 1:2 |     | 4:1 |
| 08.        | Cercle d’Echecs de Strasbourg | 1:5 | 1:4 | 0:5 | 2:4 | 1:5 | 3:3 | 1:4 |     |

### Groupe B
In der zweiten Gruppe qualifizierten sich Monaco und Nice sicher für den Poule Haute. Um die Plätze 3 und 4 lieferten sich Montpellier, Gonfreville und Sautron einen Dreikampf, den Montpellier und Gonfreville für sich entschieden, während Sautron ebenso wie Noyon, Orange und Toulouse im Poule Basse spielen mussten.

#### Abschlusstabelle
| Pl. | Verein                             | Sp | G | U | V | MP | Brett-P. |
| --- | ---------------------------------- | -- | - | - | - | -- | -------- |
| 01. | C.E.M.C. Monaco (M)                | 7  | 6 | 1 | 0 | 20 | 30:6     |
| 02. | Club de Echiquier Niçois           | 7  | 6 | 1 | 0 | 20 | 26:7     |
| 03. | Club de Montpellier Echecs         | 7  | 4 | 0 | 3 | 15 | 23:13    |
| 04. | Club de Orcher la Tour Gonfreville | 7  | 3 | 2 | 2 | 15 | 17:17    |
| 05. | Club d’Echecs de Sautron           | 7  | 3 | 1 | 3 | 14 | 18:25    |
| 06. | Club de A.J.E. Noyon               | 7  | 1 | 1 | 5 | 10 | 12:27    |
| 07. | Club de Echiquier Orangeois        | 7  | 1 | 0 | 6 | 9  | 11:22    |
| 08. | C.E.I. Toulouse                    | 7  | 1 | 0 | 6 | 9  | 8:28     |

#### Entscheidungen
|     | Teilnehmer am Poule Haute: C.E.M.C. Monaco, Club de Echiquier Niçois, Club de Montpellier Echecs, Club de Orcher la Tour Gonfreville |
|     | Teilnehmer am Poule Basse: Club d’Echecs de Sautron, Club de A.J.E. Noyon, Club de Echiquier Orangeois, C.E.I. Toulouse              |
| (M) | Meister der letzten Saison |

#### Kreuztabelle
| Ergebnisse | Ergebnisse                         | 01. | 02. | 03. | 04. | 05. | 06. | 07. | 08. |
| ---------- | ---------------------------------- | --- | --- | --- | --- | --- | --- | --- | --- |
| 01.        | C.E.M.C. Monaco                    |     | 2:2 | 3:2 | 4:0 | 5:0 | 4:1 | 6:1 | 6:0 |
| 02.        | Club de Echiquier Niçois           | 2:2 |     | 4:2 | 4:1 | 5:1 | 6:1 | 1:0 | 4:0 |
| 03.        | Club de Montpellier Echecs         | 2:3 | 2:4 |     | 2:3 | 5:1 | 5:0 | 3:1 | 4:1 |
| 04.        | Club de Orcher la Tour Gonfreville | 0:4 | 1:4 | 3:2 |     | 4:4 | 2:2 | 3:1 | 4:0 |
| 05.        | Club d’Echecs de Sautron           | 0:5 | 1:5 | 1:5 | 4:4 |     | 4:3 | 3:2 | 5:1 |
| 06.        | Club de A.J.E. Noyon               | 1:4 | 1:6 | 0:5 | 2:2 | 3:4 |     | 2:4 | 3:2 |
| 07.        | Club de Echiquier Orangeois        | 1:6 | 0:1 | 1:3 | 1:3 | 2:3 | 4:2 |     | 2:4 |
| 08.        | C.E.I. Toulouse                    | 0:6 | 0:4 | 1:4 | 0:4 | 1:5 | 2:3 | 4:2 |     |

## Endrunde

### Poule Haute
Aus der Vorrunde hatten Cannes mit 7 Siegen sowie Monaco und Nice (mit jeweils 6 Siegen und einem Unentschieden im direkten Vergleich) die besten Ausgangspositionen. Während Monaco die ersten drei Runden gewann, gaben Cannes und Nice bereits Punkte ab, so dass Monaco mit dem Unentschieden gegen Cannes seinen Titel verteidigte.

#### Abschlusstabelle
| Pl. | Verein                             | Sp | G | U | V | MP | Brett-P. |
| --- | ---------------------------------- | -- | - | - | - | -- | -------- |
| 01. | C.E.M.C. Monaco (M)                | 11 | 9 | 2 | 0 | 31 | 44:9     |
| 02. | Club de Cannes Echecs              | 11 | 9 | 1 | 1 | 30 | 42:9     |
| 03. | Club de Echiquier Niçois           | 11 | 8 | 2 | 1 | 29 | 40:16    |
| 04. | Club de Clichy-Echecs-92           | 11 | 7 | 2 | 2 | 27 | 41:20    |
| 05. | NAO Caïssa                         | 11 | 7 | 1 | 3 | 26 | 41:16    |
| 06. | Club de Mulhouse Philidor          | 11 | 5 | 2 | 4 | 23 | 25:27    |
| 07. | Club de Montpellier Echecs         | 11 | 4 | 1 | 6 | 20 | 29:28    |
| 08. | Club de Orcher la Tour Gonfreville | 11 | 3 | 3 | 5 | 20 | 22:38    |

#### Entscheidungen
|     | Französischer Meister: C.E.M.C. Monaco |
| (M) | Meister der letzten Saison             |

#### Kreuztabelle
| Ergebnisse | Ergebnisse                         | 01. | 02. | 03. | 04. | 05. | 06. | 07. | 08. |
| ---------- | ---------------------------------- | --- | --- | --- | --- | --- | --- | --- | --- |
| 01.        | C.E.M.C. Monaco                    |     | 2:2 |     | 3:0 | 4:1 | 5:0 |     |     |
| 02.        | Club de Cannes Echecs              | 2:2 |     | 1:3 |     |     |     | 5:0 | 7:1 |
| 03.        | Club de Echiquier Niçois           |     | 3:1 |     | 3:4 | 2:2 | 5:2 |     |     |
| 04.        | Club de Clichy-Echecs-92           | 0:3 |     | 4:3 |     |     |     | 3:3 | 5:2 |
| 05.        | NAO Caïssa                         | 1:4 |     | 2:2 |     |     |     | 4:1 | 7:0 |
| 06.        | Club de Mulhouse Philidor          | 0:5 |     | 2:5 |     |     |     | 3:2 | 2:2 |
| 07.        | Club de Montpellier Echecs         |     | 0:5 |     | 3:3 | 1:4 | 2:3 |     |     |
| 08.        | Club de Orcher la Tour Gonfreville |     | 1:7 |     | 2:5 | 0:7 | 2:2 |     |     |

### Poule Basse
In der Abstiegsrunde standen vor der letzten Runde mit Strasbourg, Noyon und Toulouse bereits drei Absteiger fest, wobei Noyon den Klassenerhalt noch durch den Umstand erreichte, dass die eigene zweite Mannschaft die Nordgruppe der Nationale II gewann. Um den Klassenerhalt kämpften in der letzten Runde Drancy, Nancy und Orange. Drancy rettete sich durch einen Sieg gegen Noyon, während der direkte Vergleich zwischen Nancy und Orange unentschieden endete, so dass Orange absteigen musste.

#### Abschlusstabelle
| Pl. | Verein                        | Sp | G | U | V  | MP | Brett-P. |
| --- | ----------------------------- | -- | - | - | -- | -- | -------- |
| 09. | Club de Vandœuvre-Echecs      | 11 | 6 | 0 | 5  | 23 | 33:35    |
| 10. | Club d’Echecs de Sautron      | 11 | 4 | 2 | 5  | 21 | 28:37    |
| 11. | Club de Echiquier Nanceien    | 11 | 4 | 1 | 6  | 20 | 32:31    |
| 12. | Club de Cavalier Bleu Drancy  | 11 | 3 | 3 | 5  | 20 | 28:32    |
| 13. | Club de Echiquier Orangeois   | 11 | 3 | 2 | 6  | 19 | 23:29    |
| 14. | Cercle d’Echecs de Strasbourg | 11 | 2 | 1 | 8  | 16 | 24:40    |
| 15. | Club de A.J.E. Noyon          | 11 | 1 | 1 | 9  | 14 | 12:52    |
| 16. | C.E.I. Toulouse               | 11 | 1 | 0 | 10 | 13 | 11:57    |

#### Entscheidungen
|  | Absteiger in die Nationale II: Club de Echiquier Orangeois, Cercle d’Echecs de Strasbourg, C.E.I. Toulouse |

#### Kreuztabelle
| Ergebnisse | Ergebnisse                    | 09. | 10. | 11. | 12. | 13. | 14. | 15. | 16. |
| ---------- | ----------------------------- | --- | --- | --- | --- | --- | --- | --- | --- |
| 09.        | Club de Vandoeuvre-Echecs     |     | 3:2 |     |     | 2:4 |     | 4:0 | 8:0 |
| 10.        | Club d’Echecs de Sautron      | 2:3 |     | 1:5 | 2:2 |     | 5:2 |     |     |
| 11.        | Club de Echiquier Nanceien    |     | 5:1 |     |     | 2:2 |     | 7:0 | 8:1 |
| 12.        | Club de Cavalier Bleu Drancy  |     | 2:2 |     |     | 3:3 |     | 7:0 | 7:0 |
| 13.        | Club de Echiquier Orangeois   | 4:2 |     | 2:2 | 3:3 |     | 3:0 |     |     |
| 14.        | Cercle d’Echecs de Strasbourg |     | 2:5 |     |     | 0:3 |     | 7:0 | 6:2 |
| 15.        | Club de A.J.E. Noyon          | 0:4 |     | 0:7 | 0:7 |     | 0:7 |     |     |
| 16.        | C.E.I. Toulouse               | 0:8 |     | 1:8 | 0:7 |     | 2:6 |     |     |

Anmerkungen:
- Der Wettkampf zwischen Drancy und Toulouse endete 7:1 für Drancy, wurde jedoch 7:0 gewertet.[1]
- Der Wettkampf zwischen Strasbourg und Noyon endete 3:2 für Noyon, wurde jedoch als 7:0-Sieg für Strasbourg gewertet.[1]

## Die Meistermannschaft
| 1.            | C.E.M.C. Monaco |
| Schachfiguren | David Marciano, Josif Dorfman, Ulf Andersson, Anthony Kosten, Christian Bauer, Arkadi Rotstein, Gilles Mirallès, Igor Efimov, Roza Lallemand, Alexander Baburin, Alexei Schirow, Jeroen Piket. |